# Lophophora diffusa
Lophophora diffusa là một loài thực vật có hoa trong họ Cactaceae. Loài này được (Croizat) Bravo mô tả khoa học đầu tiên năm 1967.

## Hình ảnh

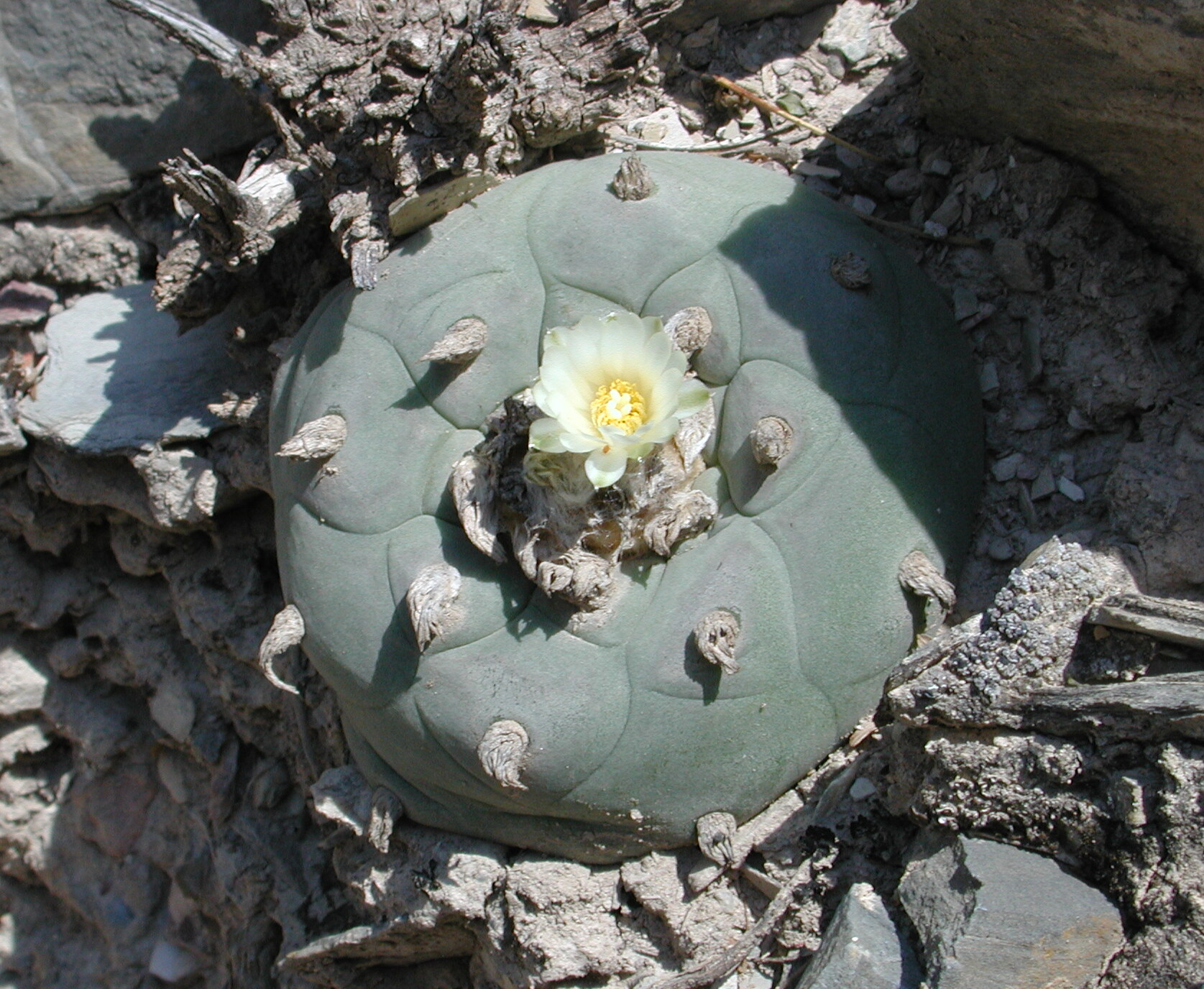
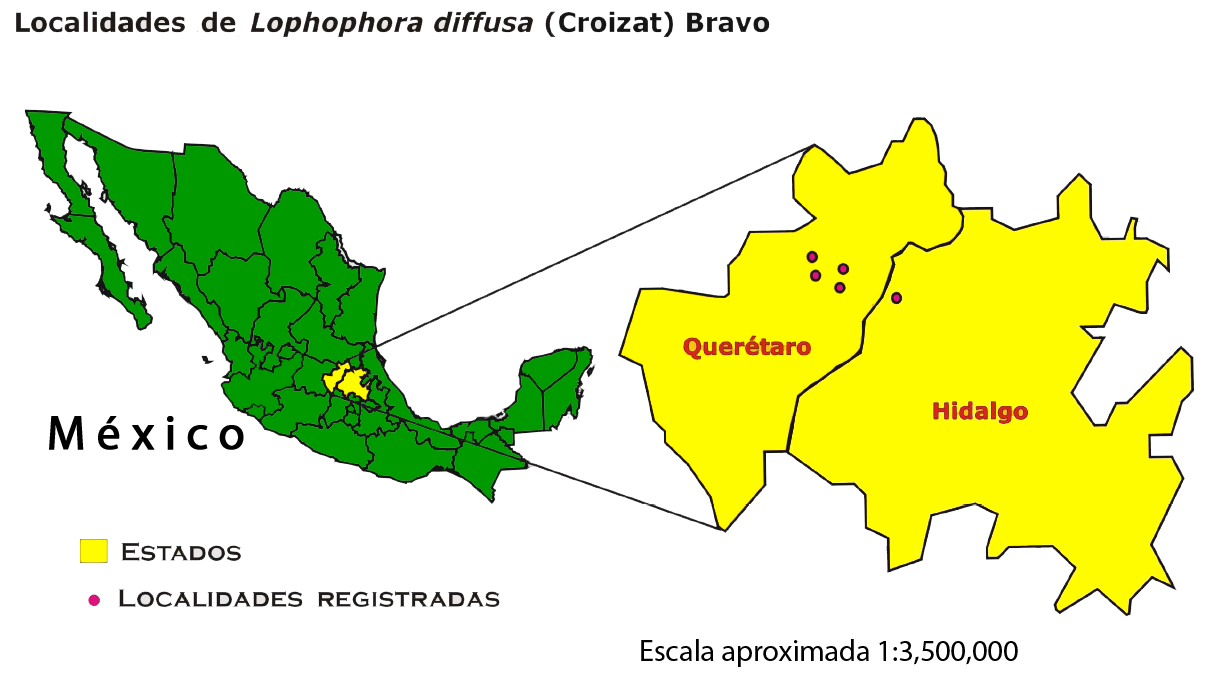
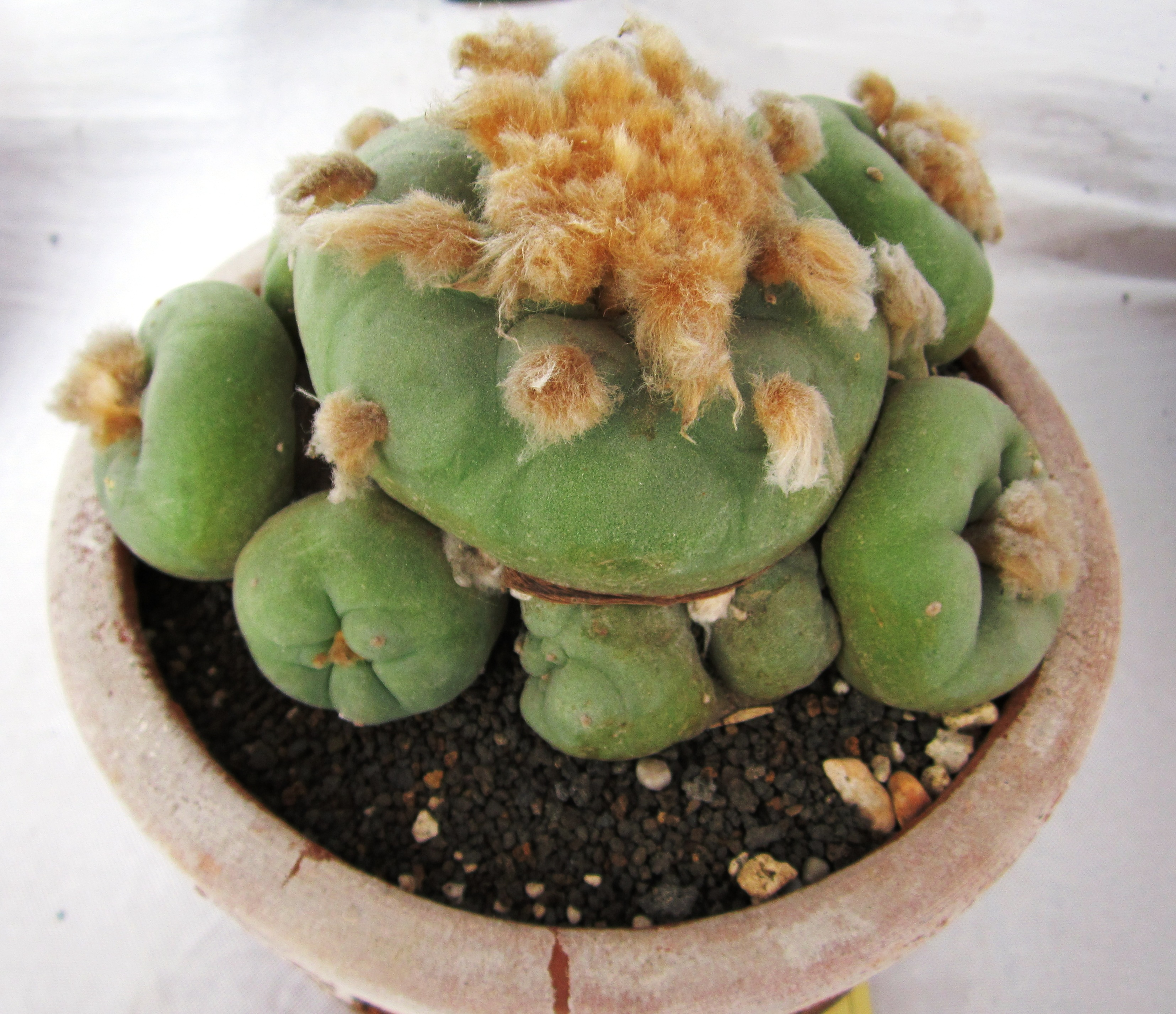